# Càncer dels escura-xemeneies
El càncer dels escura-xemeneies és un carcinoma escatós de la pell de l'escrot. Té la distinció de ser la primera forma de càncer ocupacional informada, i inicialment va ser identificada per Percivall Pott el 1775. Es va notar inicialment que era freqüent entre els escura-xemeneies.

## Patogènia
El carcinoma dels escura-xemeneies és un carcinoma escatós de la pell de l'escrot. Les berrugues causades per la irritació de les partícules de sutge, si no s'extirpen, es converteixen en un càncer escrotal. Aquest envaeix els dartos, s'escampa pel testicle i va pujant a través del cordó espermàtic fins a l'abdomen, on resulta mortal.

## Història
El carcinoma dels escura-xemeneies va ser descrit per primera vegada per Percivall Pott el 1775, que va proposar que el càncer estigués associat a l'exposició professional al sutge. El càncer afectava principalment als escura-xemeneies que havien estat en contacte amb el sutge des de la seva primera infància. L'edat mitjana d'inici dels símptomes en una revisió va ser de 37,7 anys, tot i que es va trobar que els nens de 8 anys ja tenien la malaltia.
El 1890, W. G. Spencer va proposar que la suor en els seus cossos hagués acumulat sutge en les rugae de les superfícies inferiors de l'escrot, amb la consegüent irritació crònica que finalment causava un càncer escrotal.
El 1922, el Dr. Passey, metge d'investigació de l'Hospital de Guy de Londres, va reproduir tumors de pell malignes en ratolins exposats a un extracte de sutge, demostrant la presència de substàncies cancerígenes en el sutge que eren la causa probable del càncer de l'escrot dels escura-xemeneies.
A la dècada del 1930, Ernest Kennaway i James D. Cook, de l'Institut d'Investigació de l'Hospital del Càncer de Londres (més tard conegut com a Hospital Royal Marsden) van descobrir diversos hidrocarburs policíclics presents en el sutge que eren carcinògens potents: 1,2,5,6- dibenzantracè; 1,2,7,8-dibenzantracè; i 1,2-benzpirena (3) benzo [α] pirè. L'ADN consisteix en seqüències de quatre bases: adenina, timina, citosina i guanina, lligades a l'àcid desoxirribonucleic. El benzo [α] pirè interactua amb la desoxiguanosina de l'ADN, danyant-la i començant potencialment els processos que poden conduir al càncer.

### Context social

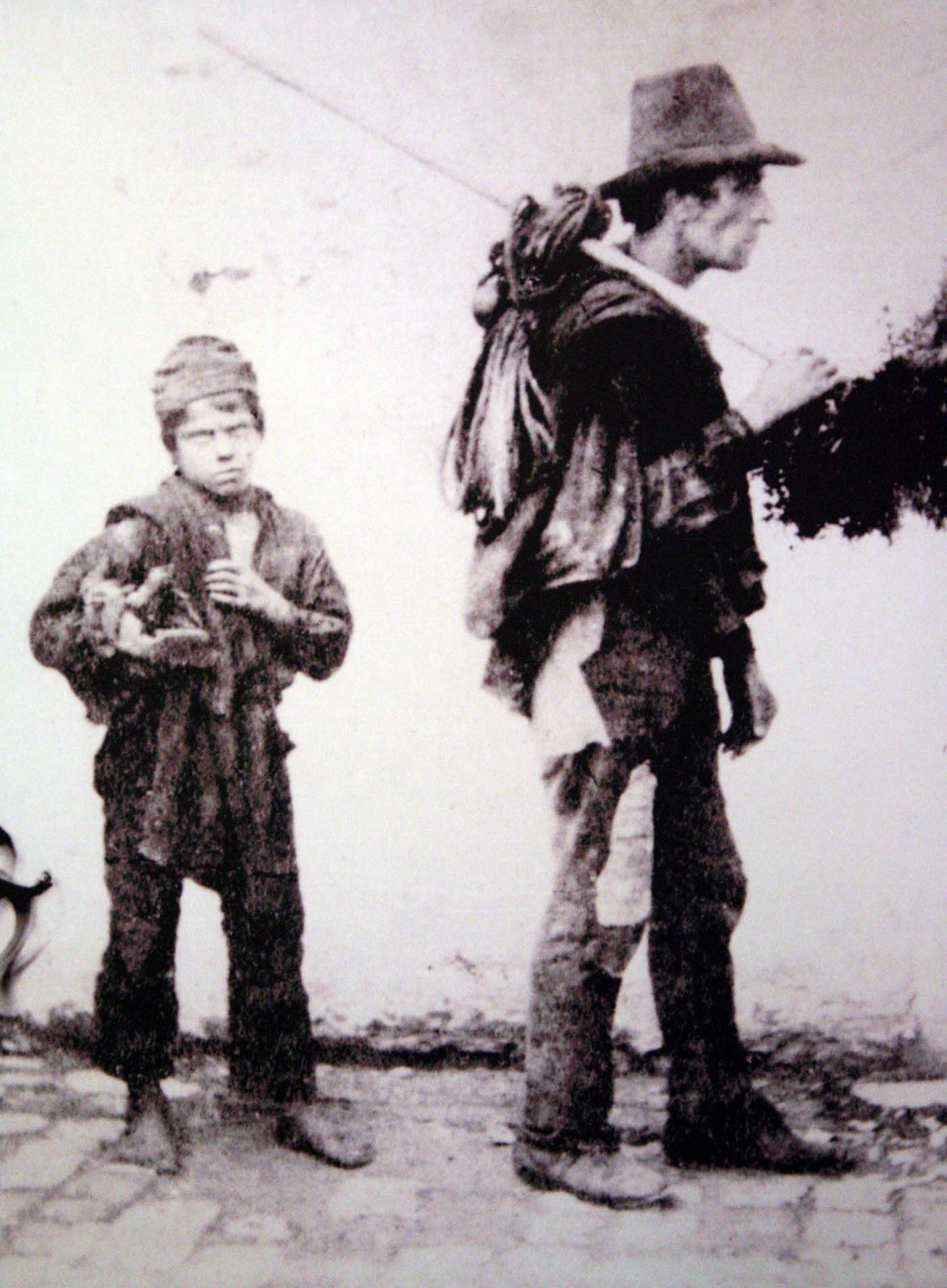
Un escura-xemeneies (dreta) i el seu aprenent (conegut a Itàlia com spazzacamino). Fotografia de finals del

La malaltia era principalment un fenomen britànic; a Alemanya, per exemple, els escura-xemeneies portaven roba de protecció ajustada que no permetia acumular sutge a la part inferior de l'escrot, mentre que al Regne Unit netejaven les xemeneies amb només pantalons i camisa, i de tant en tant nus.
Al Regne Unit abans de la introducció del raspall flexible, els escura-xemeneies utilitzaven aprenents, que eren nens dels Workhouse o que eren comprats als seus pares i eren entrenats per netejar xemeneies. Als Estats Units es contractaven nens negres als seus propietaris i se'ls utilitzava de la mateixa manera. A Itàlia, Bèlgica i França també s'utilitzaven nens. Als Estats alemanys, els escura-xemeneies pertanyien a la guilda i no utilitzaven nens.
Els nois de quatre anys pujaven per l'interior de les xemeneies, que podien ser tan estretes com 230 mm². El treball era perillós i podien quedar-se atrapats dins de la xemeneia, ofegar-se o cremar-se fins a la mort. Els nois dormien sobre els sacs de sutge i rares vegades es rentaven.
A partir de 1775 es va produir una preocupació creixent pel benestar dels nois a Anglaterra, i es van aprovar les lleis del Parlament per restringir aquesta pràctica, i el 1875 per aturar-la.

### Sir Percivall Pott
Sir Percivall Pott (Londres, 6 de gener de 1714 - Londes, 22 de desembre de 1788) va ser un cirurgià anglès, un dels fundadors de l'ortopèdia, i el primer científic que va demostrar que un càncer pot ser causat per un carcinogen ambiental.
El 1765 va ser escollit Mestre de la Companyia de Cirurgians, el precursor del Royal College of Surgeons. Va ser el 1775 quan Pott va trobar una associació entre l'exposició al sutge i una elevada incidència del «carcinoma dels escura-xemeneies», un càncer escrotal (que es va trobar posteriorment com a carcinoma de cèl·lules escatoses) dels escura-xemeneies. Aquesta va ser la primera relació laboral amb el càncer, i Pott va ser la primera persona que va demostrar que una malignitat podria ser causada per un carcinogen ambiental. Les primeres investigacions de Pott van contribuir a la ciència de l'epidemiologia i a la Llei dels escura-xemeneies de 1788.
Pott descriu així el carcinoma dels escura-xemeneies:
| « | És una malaltia que sempre fa que el primer atac contra la part inferior de l'escrot, on produeix una superfície irregular i dolorosa, amb arestes dures i creixents ... la pell, els dartos i les membranes de l'escrot, i s'apoderen del testicle, que s'escampa, (sic) s'endureix i es torna veritablement i completament esmorteïda. D'on surt el procés espermàtic cap a l'abdomen. | » |

Comenta sobre la vida dels nens:
| « | El destí d'aquesta gent sembla peculiarment dur ... se'ls tracta amb gran brutalitat ... pugen per l'interior de la xemeneia, calentes, (sic) on són ferits i gairebé asfixiats; i quan arriben [a la pubertat] es converteixen en ... susceptibles d'una malaltia més greu, dolorosa i mortal. | » |

Es creia que el carcinogen era un quitrà d'hulla, que contenia possiblement algun arsènic.

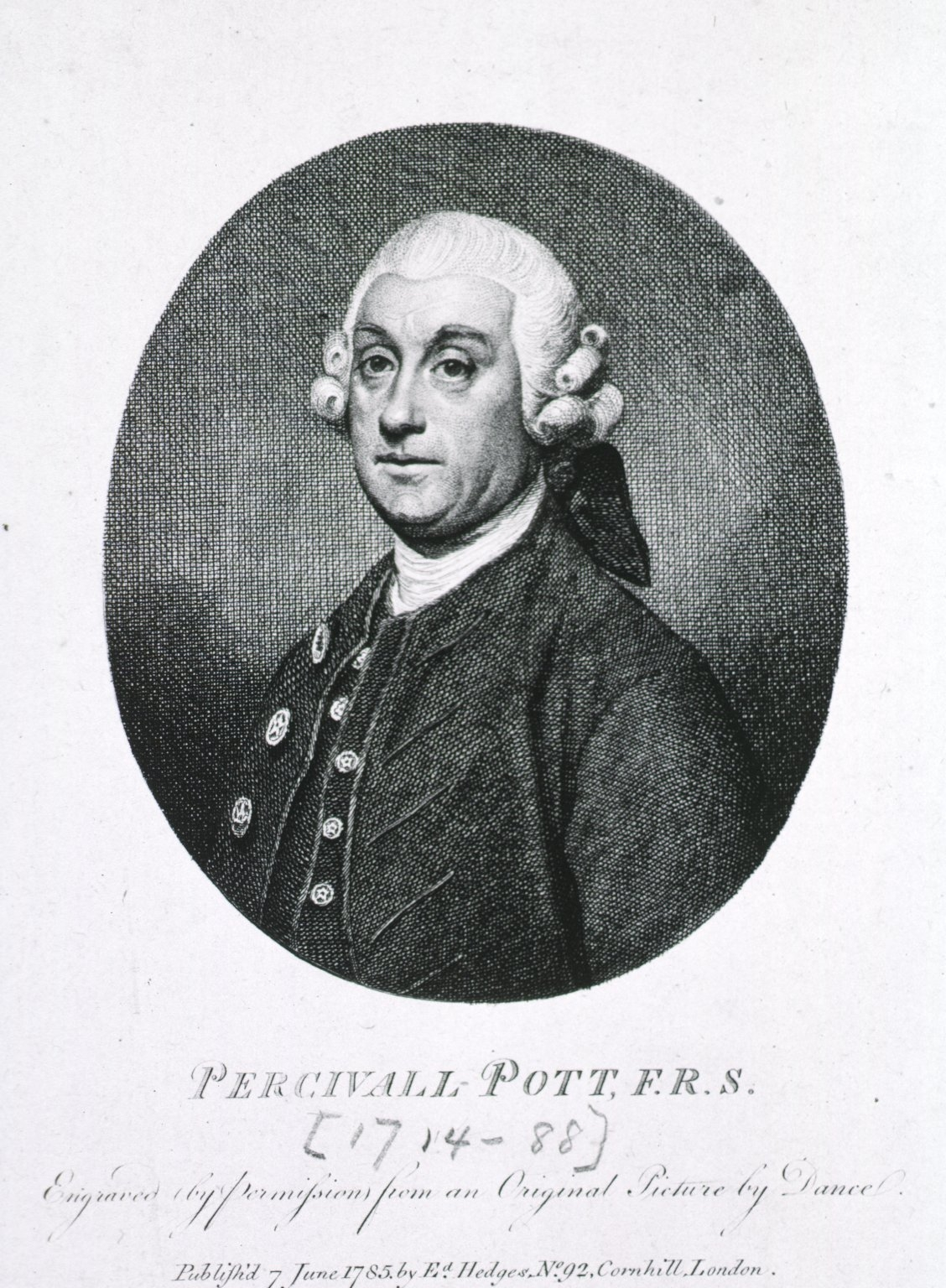
Sir Percivall Pott (1714-1788) va ser el primer en identificar la malaltia

Tot i que Pott no va escriure cap document sobre el tema, van aparèixer informes clínics suggerint que més gent l'havia vist sense adonar-se de què era, i com havia dit Pott:
| « | [com succeeix després de la pubertat] .... generalment es pren, tant per part del pacient com del cirurgià, per a les sals veneroses i tractades amb [sals] mercurials. | » |

La malaltia solia precedir el desenvolupament de lesions a l'escrot, que els escura-xemeneies anomenaven «berrugues». Podrien ser benignes i sovint els escura-xemeneies les eliminaven atrapant-les en una canya dividida i tallant-les amb un ganivet de butxaca. Per exemple:
| « | ell ... es va apoderar d'un pal dividit i es va tallar amb una navalla. Va remarcar que no era gaire dolorós. Va reprendre el treball l'endemà. | » |

Però si la lesió s'hagués convertit en maligna, era molt més greu. Sovint els pacients retardaven la recerca d'una opinió mèdica, i només anaven al metge quan la situació ja era terrible. Un metge descriu la condició d'un escura-xemeneies de 28 anys:
| « | El dolor ocupa el conjunt del costat esquerre de l'escrot i l'angle interior de la cuixa, que s'estén del anus al procés inferior espinós inferior de l'ileum, presentant una superfície tan gran com la mà oberta d'un home, amb arestes dures i marges irregulars, descarregant una sagnia fina, que és extremadament ofensiva; el testicle esquerre és totalment denudat i es projecta des del seu centre; a l'esquerra l'engonal és una massa de glàndules endurides, de la mida d'un ou de l'oca, que sembla supurar a l'engonal dret; també hi ha una úlcera genital, de la mateixa naturalesa maligna, aproximadament de la mida d'una mitja corona (5 cm)... | » |

Malgrat l'aparició d'aquest creixement, aquest home no tenia cap dolor i la seva única queixa era que uns deu dies abans de la seva admissió a l'hospital li havia sagnat l'engonal i que va perdre una pinta (≈ 500 ml) de sang. Malgrat això la seva constitució no va resultar afectada.

## Tractament
El tractament era per cirurgia, on es tallava tota la carn malalta. Abans de la introducció d'anestèsics, aquest era un procés senzill per al cirurgià però aterridor per al pacient. També s'han es van proposar tractaments alternatius que incloïen l'aplicació d'un cataplasma amb pasta d'arsenic.
La causa real d'aquest càncer no va ser totalment confirmada fins al descobriment de carcinògens febles en sutge per Passley el 1922. Fins llavors la teoria més popular era que el sutge es quedava atrapat en la rugae de l'escrot i això provocava una irritació general; els escrura-xemeneies eren coneguts per la seva manca d'higiene corporal i se suposava que mai no es rentaven els genitals.
La víctima més jove, registrada el 1790 per James Earle (el gendre de Pott), tenia vuit anys.

## Malalties relacionades
Dècades més tard, es va observar que també es produïa entre els treballadors de les plantes de gas i de pissarra bituminosa. Més tard es va trobar que determinats constituents de quitrà, sutge i olis, coneguts com a hidrocarburs aromàtics policíclics, van causar càncer en animals de laboratori. El càncer relacionat, el càncer dels filadors de cotó, va ser atribuït al contingut cancerigen de l'oli d'esquist que s'utilitzava per lubrificar els fusos de les Spinning mule que giraven ràpidament.